# Microsoft Visual Studio
Microsoft Visual Studio е мощна интегрирана среда за разработка (на английски: integrated development environment, IDE) на софтуерни приложения за Windows и за платформата .NET Framework. Използва се за разработка на конзолни и графични потребителски интерфейс приложения, както и Windows Forms или WPF приложения, уеб сайтове, уеб приложения и уеб услуги на всички поддържани платформи от Microsoft Windows, Windows Mobile, Windows CE, .NET Framework, .NET Compact Framework и Microsoft Silverlight.
Visual Studio предоставя мощна интегрирана среда за писане на код, компилиране, изпълнение, дебъгване (както за високо така и за машинно ниво), тестване на приложения, дизайн на потребителски интерфейс (форми, диалози, уеб страници, визуални контроли и други), моделиране на данни, моделиране на класове, изпълнение на тестове, пакетиране на приложения и стотици други функции. Могат да се добавят и плъгини, които повишават функционалността на почти всяко ниво – включително добавянето на поддръжка за source-control системи (като Subversion и Visual SourceSafe), добавяне на нови инструменти като редактори и визуални дизайнери за domain-specific languages или инструменти за други аспекти (като например: Team Foundation Server, Team Explorer).
Visual Studio поддържа различни езици за програмиране (например: C#, VB.NET, C/C++, F#, XML/XSLT, HTML/XHTML, JavaScript, CSS и други) и различни технологии за разработка на софтуер (Win32, COM, ASP.NET, ADO.NET Entity Framework, Windows Forms, WPF, Silverlight и още десетки други Windows и .NET технологии). Съществуват и отделни езикови версии на Visual Studio, които обаче предоставят по-ограничени услуги за потребителя: Microsoft Visual Basic, Visual J#, Visual C#, and Visual C++.
Microsoft предлага безплатни „Express“ издания на някои от компонентите на Visual Studio 2010. Като например: Visual Basic, Visual C#, Visual C++, Visual Web Developer и други. Чрез програмата DreamSpark, Microsoft предоставя на студенти напълно безплатно някои от своите продукти. Чрез нея могат да бъдат изтеглени Visual Studio 2012, 2010, 2008 и 2005 Professional Editions, заедно със специфичните езикови версии (Visual Basic, C++, C#, J#) на Visual Studio Express 2010 и други.

## Архитектура
Visual Studio не поддържа нито един език за програмиране, решение или вътрешен инструмент, вместо това функционалността от плъгини се кодира като VSPackage. Когато се инсталира, функционалността се предлага като услуга. Самото IDE предлага три услуги: SVsSolution, което дава възможност да се изброят проекти и решения; SVsUIShell, който предвижда прозоречна и UI функционалност (включително и табовете, ленти с инструменти и Windows-ските инструмент) и SVsShell, който се занимава с регистрация на VSPackages. В допълнение, IDE е отговорен за координирането и осигурява комуникация между услугите. Всички редактори, графиките, видовете проекти и други инструменти са внедрени като VSPackages. Visual Studio използва COM за достъп до VSPackages. Visual Studio SDK включва и Managed Package Framework (MPF), който е набор от управлявани обвивки около COM-интерфейси, които позволяват на пакети да бъдат написани на всеки съвместим език CLI. Въпреки това, MPF не предоставят цялата функционалност изложени от COM интерфейсите на Visual Studio. Услугите могат да бъдат използвани за създаването и на други опаковки, които добавят функционалност към Visual Studio IDE.
Поддържането на езици за програмиране се добавя със специален VSPackage, който се нарича Language Service. Тази услуга определя различните интерфейси, които VSPackage предоставя, за да се добавят различни функционалности. Функционалностите, които могат да бъдат добавени по този начин са синтактичното оцветяване, завършване на писаното, съчетаването на скобите, помощна информация с пояснения за параметрите, списъците на елементите и маркери за грешка при компилацията. Ако интерфейс се реализира, функционалността ще бъде на разположение за езика за програмиране. Езиковите услуги трябва да бъдат приложени в основата на всеки език за програмиране. Приложенията може да използвате повторно кода от анализатора или компилатор на дадения езика. Езикови услуги могат да се изпълняват в собствения (native) или управляемия код. На свой ред, собствения код може да се използва съответно за интерфейсите COM или Babel Framework (част от Visual Studio SDK). За управляемия код, MPF включва опаковки (слоеве) за управляване на писането услуги език.
Във Visual Studio не се включва каквато и да е поддръжка на source control, но се определят два алтернативни начина на системи за source control да се интегрира в IDE. Един VSPackage Control Source може да осигури собствен персонализиран потребителски интерфейс. За разлика от това, плъгин за source control се ползва от MSSCCI (Microsoft Source Code Interface Control), предвижда набор от функции, които се използват за изпълнение на различна функционалност за контрол на кода (source control) със стандартен интерфейс. MSSCCI първо е трябвало да интегрира Visual SourceSafe в Visual Studio 6.0, но е по-късно направено чрез Visual Studio SDK. Visual Studio. NET 2002, използва MSSCCI 1.1 и Visual Studio. NET 2003 използва MSSCCI 1.2. Visual Studio 2005, 2008 и 2010 г. използването MSSCCI Версия 1.3, която добавя поддръжка за преименуване и изтриване (propagation), както и асинхронен отваряне.
Visual Studio поддържа работа с няколко копия на околната среда (всяка със собствен набор от VSPackages). Копията използват различни раздели на регистъра (виж определението в MSDN на термина „registry hive“, в смисъл, който е използвани тук), за да съхранява конфигурацията на тяхното състояние и са диференцирани (различават се) по тяхното AppId (Application ID) Идентификационен номер на приложението. Копията са стартирани от AppId-specific .exe, което избира AppId, определя основния кошер (root hive) и стартира IDE. VSPackages са регистрирани за едно AppId и са свързани с други VSPackages за това AppId. Различните издания (едишъни) на продукти на Visual Studio са създадени с помощта на различни AppIds. На Visual Studio Express Edition продуктите се инсталират с техните собствени AppIds, но Standard, Professional и Team Suite продукти споделят същият Идентификационен номер на приложението. Следователно, може да се инсталира Express редом с други едишъни, за разлика от останалите, които обновяват една и съща инсталация. Професионалната версия включва множество VSPackages в стандартната версия и Team Suite включва множество VSPackages в двете други версии. AppId на системата е отнесена от Visual Studio Shell в Visual Studio 2008.

## Функции

### Текстов редактор
Текстовият редактор е задължителна част от всяка Интегрираната среда за разработка, каквато е Visual Studio. Текстовият редактор може да бъде използван за редактиране на текст или програмен код. Той поддържа функцията IntelliSense, която включва не само така нареченото оцветяване на синтаксиса (на английски: Syntax highlighting), но и автоматично довършване на кода (на английски: code completion). Текстовият редактор може да се ползва за всички поддържани от Visual Studio програмни езици плюс XML, CSS и JavaScript, когато се създават уеб сайтове и уеб базирани приложения.
Текстовият редактор на Visual Studio поддържа и добавяне на отметки в кода с цел за по-бърза навигация. Други възможности на редактора, които улесняват потребителя са функцията за свиване на парченца от кода и функцията за динамично търсене в кода. Чрез текстовия редактор могат да бъдат създавани шаблони от определени фрагменти на кода, които се ползват по-често. Тези шаблони могат да бъдат модифицирани и използвани във всеки следващ проект. За управление на създадените шаблони има добавена специален инструмент. Тези инструменти се визуализират като плаващи прозорци, които може да се настроят, да изчезват автоматично, когато не се ползват, или да се прибират встрани от работния екран. Друга функция на текстовия редактор на Visual Studio e възможността за редакция на съществуващ код, включително пренареждане на параметри и преименуване на методи и променливи.
Текстовият редактор на Visual Studio включва и бекграунд компилиране на кода. Тази компилация за първи път е представена с Microsoft Visual Basic, но сега е приложима за всички поддържани от Visual Studio програмни езици. Функция на бекграунд компилирането е да довършва кода, още докато потребителя го създава, за да може да предостави обратна връзка за възможни грешки в синтаксиса и компилацията. Програмата може да идентифицира вече възникнал проблем или възможността да възникне такъв. В първия случай подчертава кода, който създава проблем с червена вълнообразна линия, а във втория със зелена. Бекграунд компилирането не създава изпълним код, тъй като за него се ползва различен компилатор.

### Дебъгер
Microsoft Visual Studio предоставя дебъгер за проследяване поетапното изпълнение на разработвания софтуер, с цел откриване и отстраняване на грешки.
Дебъгването е един вид постъпково изпълнение на програмата на забавен кадър. То ни дава възможност по-лесно да вникнем в детайлите и да видим къде точно възникват грешките и каква е причината за тях.
Дебъгерът може да бъде използван за дебъгване на приложения, написани на който и да е програмен език, поддържан от Visual Studio. В допълнение може да се прикача към работещи процеси, които да следи и дебъгва. Ако е наличен програмен код за тези процеси, дебъгерът го показва, докато процеса се изпълнява. Ако не е наличен код, дебъгерът може да деасемблира кода. Дебъгерът на Visual Studio може да създава и зарежда за дебъгване memory dumps. Той може да се настрои така, че да се стартира, ако приложение, работещо извън Visual Studio, даде грешка.
Дебъгерът позволява поставянето на брейкпойнти, което позволява изпълнението на програмата да бъде временно спряно, на избрана от потребителя позиция. Брейкпонтите могат да бъдат условни, т.е. да се активират само при изпълнението на предварително зададено условие. В процеса на дебъгване се появява и прозорецът watch (от английски: наблюдавам), където могат да се следят в реално време стойностите на декларираните променливи. Дебъгерът позволява кода да се изпълнява постъпково, тоест да се изпълнява ред по ред. Той позволява редактиране по време на дебъгване. Част от дебъгера е и прозореца Immediate window, където по време на дебъгването могат да се изпълняват различни функции, като например събиране, изваждане, деление и други.

### Дизайнер
Microsoft Visual Studio включва графични дизайнери, подпомагащи разработката на апликации. Този инструментариум включва:

#### Windows Forms Designer
Дизайнерът Windows Forms се използва за създаването на приложения с графичен потребителски интерфейс. Този дизайнер позволява да се добавят и оформят различни менюта и бутони. Полетата показващи някакви данни, могат да бъдат свързвани с различни източници на данни, като бази данни или заявки. Тези полета се добавят чрез изтегляне от прозореца Data Sources върху създадения формуляр.
Потребителският интерфейс задължително се свързва с програмен код, за създаването на приложение.

#### WPF Designer
WPF дизайнерът, наричан още Cider, базиран на Windows Presentation Foundation, за първи път се появява във Visual Studio 2008. Също като Windows Forms дизайнера, WPF дизайнера се използва за създаване на потребителски интерфейс. Дизайнерът поддържа всички WPF функционалности, включително възможността за свързване на данни (на английски: data-binding) и автоматичното управление на изгледа. WPF дизайнера генерира XAML код за потребителския интерфейс, генерираният файл е съвместим с Microsoft Expression Design, продукт ориентиран към дизайнерите. XAML кода се свързва с кода на потребителя чрез модела code-behind.

#### Web designer/development
Visual Studio, включва също дизайнер и редактор за уеб сайтове, който позволява на потребителите да създават уеб страници като добавят различни уиджети (от английски: widget). Този редактор се използва за създаването на ASP.NET приложения и поддържа HTML, CSS и JavaScript. За всички версии на програмата след Visual Studio 2008, използваният от уеб дизайнера layout engine, е съвместен с Microsoft Expression Web. Има също така ASP.NET MVC поддръжка за MVC технологиите и ASP.NET Dynamic Data проектиране, които могат да бъдат допълнително инсталирани.

#### Class designer
Class дизайнерът се използва за създаването и редактирането на класовете (това включва техните елементи и достъпът до тях) чрез UML моделиране. Class дизайнерът може да генерира C# и VB.NET очертания за класовете и методите. Също така може да генерира класови диаграми от ръчно написани класове.

#### Data designer
Data дизайнерът се използва за графични редакции на схеми от бази данни. Това включва готови таблици, първични и вторични ключове и ограничители. Може да се ползва и за създаването на заявки от графичния изглед.

#### Mapping designer
След Visual Studio 2008, mapping дизайнерът се използва от LINQ to SQL за създаването на връзки между схеми на базите данни и класовете, които съдържат данни. В настоящето съществува ново решение, създадено чрез ORM подход – ADO.NET Entity Framework, което подобрява остарялата технология.

### Други инструменти

#### Open Tabs Browser
Open tabs браузъра се използва за извеждане на всички отворени табове и за улесняване на превключването между тях, чрез клавишнара комбинация CTRL+TAB.

#### Properties Editor
Properties редакторът се използва за редактирането на настройките в GUI панела, вложен във Visual Studio. Той съдържа списък на всички функционалности, за всички обекти, включително класове, форми, уеб страници и др.

#### Object Browser
Object браузърът е търсачка на неймспейсове (от английски: namespace) и обекти в библиотеката на Microsoft.NЕТ. Може да се използва за търсене на неймспейсове (които са подредени йерархично) в управлявани асемблита. Йерархията може да се отрази на организацията на файловата система.

#### Solution Explorer
На езика на Visual Studio, Solition-а представлява набор от програми файлове и други ресурси, които се ползват за създаването на приложение. Файловете в solution-а са подредени йерархично. Solution експлорерът се използва за управление и търсене на файловете в solution-a.

#### Team Explorer
Team Explorer се използва за интегриране на възможностите на Team Foundation сървър. Той дава възможност да преглеждате и управлявате отделните работни елементи (включително грешки, задачи и други документи), както и да разглеждате TFS статистика. Тя е включена като част от TFS системата и също е на разположение за изтегляне за Visual Studio отделно. Team Explorer се предлага и като самостоятелен среда само за достъп до TFS услуги.

#### Data Explorer
Data Explorer се използва за управление на бази данни инстанцирани на Microsoft SQL Server. Той позволява създаване и променяне на таблици от бази данни, чрез използването на Data дизайнерът или чрез издаването на T-SQL команди. Може да се използва също така за създаване на заявки и процедури, чрез T-SQL или чрез код управляван чрез SQL CLR. Експлорера поддържа функциите дебъгване и IntelliSense.

#### Server Explorer
Инструментът Server Explorer се използва за управление връзките на базата данни с достъпния компютър.

#### Dotfuscator Software Services Community Edition
Visual Studio включва безплатна „лека“ версия на продукта на PreEmptive Solutions' – Dotfuscator. Целта на приложението е да анализира програмите, за да ги направи по-малки по-бързи и по трудни за декомпилация. Dotfuscator кодира кода, като преименува променливи, методи и криптира стринговите литерари. Това са само някои от използваните техники. След Visual Studio 2010, версиите на Dotfuscator включват функционалностите на Runtime Intelligence, които позволяват на програмиста да събира информация за представянето на техните приложения, след пускането им на пазара.

#### Text Generation Framework
Visual Studio включва софтуерна рамка, генерираща текст, наречена T4. Тя позволява на Visual Studio да създава текстови файлове от шаблони на средата за разработка или чрез създаване на код.

#### ASP.NET Web Site Administration Tool
ASP.NET Web Site Administration Tool позволява конфигурирането на ASP.NET уеб сайтове.

### Разширения
Visual Studio позволява на разработчиците да създават разширения за Visual Studio, с цел увеличаването на неговите възмжности. Тези разширения идват под формата на макроси, add-ins и пакети. Макросите представляват повтарящи се задачи и действия, които разработчииците могат да записват програмно за съхраняване, отговаряне и дистрибуция. Макросите обаче, не могат да имплементират нови команди или да създават прозорци с инструменти. Add-In-ите дават достъп до обектния модел на Visual Studio и могат да си взаимодействат с инструментите на средата за разработка. Те могат да се използват за имплементирането на нови функционалности и добавянето на нови прозорци с инструменти. Add-In-ите се свързват със средата за разработка чрез компонентно обектен модел (на английски: Component Object Model, COM) и могат да бъдат създавани чрез всеки COM – съвместим език. Пакетите се създават чрез набора от инструменти за разработка (на английски Software Development Kit, SDK) на Visual Studio. Те могат както да създават дизайнери и други инструменти, така и да интегрират нови програмни езици.

## Поддържани продукти

### Microsoft Visual C++
Microsoft Visual C++ (MSVC) е комерсиална среда за разработка (IDE) на Microsoft за езиците C, C++ и C++/CLI. Съдържа инструменти за разработване и дебъгване на C++ код, особено за код, написан за Microsoft Windows API (приложно-програмен интерфейс), DirectX API, и Microsoft .NET Framework.

### Microsoft Visual Basic
Microsoft Visual Basic е събитийно-ориентирана среда за разработка, основаваща се на езика за програмиране BASIC. Произвежда се от Microsoft Corporation и е част от пакета за разработка Visual Studio.
Това е и основната среда на Microsoft за програмиране чрез т.нар. техника RAD. С нея бързо се разработват приложения с графичен интерфейс (GUI) за ОС Windows. Доставя бърз достъп до бази от данни, използвайки DAO, ADO, RDO. Базира се на ActiveX софтуерните компоненти. Средно добър програмист може бързо да състави просто бизнес приложение със средствата, предоставени от Visual Basic.

### Microsoft Visual Web Developer
Microsoft Visual Web Developer Express е лесна за използване среда за разработка на web приложения. Visual Web Developer Express разполага с модернизиран интерфейс, който се фокусира върху предоставянето на инструменти, за създаване на уеб приложения. Всички функции на Visual Web Developer Express са съвместими с Microsoft Visual Studio. Споделянето на страници и уеб сайтове между Visual Web Developer Express и Visual Studio, е възможно без никакво преобразуване или загуба на функционалност.

### Team Foundation Server
Team Foundation Server (често съкращаван като TFS) е продукт на Майкрософт, предлагащ система за контрол над изходния код и неговите версии, събиране на информация, отчитане на свършена работа и следене на процеса на развитие на проект. Предназначен е за съвместна работа по разработка на софтуерни продукти и е достъпен, както като самостоятелен софтуер, така и като сървърна платформа към Visual Studio Application Lifecycle Management.

## Версии
Последните версии на Microsoft Visual Studio включват:

### Visual Studio Express
Microsoft Visual Studio Express е олекотена версия на Microsoft Visual Studio, разработена от Microsoft. Според изявление на Microsoft, „Експрес“-изданието предлага добре коригиран, лесен за научаване и използване интерфейс за развитие на потребители, които не са професионални разработчици на софтуер—любители и студенти.

### Visual Studio LightSwitch
Microsoft Visual Studio LightSwitch е версия, насочена към бизнес приложенията на базата на съществуващи .NET-технологични платформи и Microsoft. Приложението се състои от три елемента: потребителски интерфейс на Microsoft Silverlight, достъп до данни на WCF RIA Services и Entity Framework и съхранение на данни с помощта на Microsoft SQL Server Express, Microsoft SQL Server или Microsoft SQL Azure. LightSwitch поддържа също и други източници на данни, включително Microsoft SharePoint. За имплементиране на бизнес логиката може да се ползва Visual Basic или Visual C #. LightSwitch може да се инсталира като самостоятелно приложение или като допълнение към Visual Studio 2010 Professional и по-високи версии.

### Visual Studio Standard
Това издание предоставя IDE за всички поддържани продукти, както и пълната версия на библиотеката MSDN. Поддържа се редактиране на XML и XSLT, както и средства за тестване на обекти. Липсва интеграция с Microsoft SQL сървър.

### Visual Studio Professional
Visual Studio Professional включва всички характеристики на Standard Edition, но с допълнителни разширения, като например интеграция с Microsoft SQL Server.

### Visual Studio Premium
Visual Studio Premium Edition включва всички инструменти на Visual Studio Professional и добавя допълнителна функционалност, като например възможности за оценка и анализ на кода.

### Visual Studio Ultimate
Visual Studio Ultimate предоставя набор от софтуер и база данни за развитие, сътрудничество, метрики, архитектура, тестване и инструменти за отчитане в допълнение към функциите, предоставяни от Visual Studio Premium.

### Test Professional
Visual Studio Test Professional е издание, появило се с Visual Studio 2010. Фокусът е насочен към специалната роля на тестването и включва поддръжка и управлението на тестови среди както и възможности за отчети.

## История на версиите
Преди Visual Studio Version 4.0, са съществували Visual Basic 3, Visual C++, Visual FoxPro и Visual SourceSafe.

### Visual Studio 97
С пускането на Visual Studio през 1997 (с кодово име „Boston“), Microsoft събира първоначално повечето от своите средства за програмиране. Visual Studio 97 се появява в две версии: Visual Studio Professional и Visual Studio Enterprise, като първата редакция се побира на 3 CD-та, а втората редакция – на 4 CD-та. Тя включва Visual J++ 1.1 за програмиране на Java и Visual InterDev за създаване на динамично генерирани интернет сайтове с помощта на Active Server Pages. Наличен е и отделен придружителен CD диск, на който е записан Microsoft Developer Network library.
Visual Studio 97 е първият опит на Microsoft за използване на една и съща програмна среда за множество програмни езици. Visual J++, InterDev и the MSDN Library, която се нарича Developer Studio.

### Visual Studio 6.0 (1998)
Следващата версия 6.0 (с кодово име Aspen) е издадена през юни 1998 и е последната версия, която работи на платформата на Windows 9x. Всяка версия на езиците е частично пригодена за v6.0, включително Visual J++, който предшества v1.1 и Visual InterDev при първото издание. С v6 редакцията си Microsoft постигат ядрото, което тепърва ще бъде в основата на следващите четири програмни среди на компанията за осигуряване на една нагледна среда за програмиране. Това кара Microsoft да прехвърли разработването върху една независима среда .NET Framework.
Visual Studio 6.0 е последната среда, която включва Visual J++, която Microsoft премахва като част от споразумението си със Sun Microsystems, която изисква от Internet Explorer да не осигурява поддръжка на Java virtual machine.
Visual Studio 6.0 се появява в две версии – Professional и Enterprise. Версията на Enterprise съдържа допълнителни възможности, които не са включени във версията на Professional edition, като:
- Application Performance Explorer
- Automation Manager
- Microsoft Visual Modeler
- RemAuto Connection Manager
- Visual Studio Analyzer

### Visual Studio .NET (2002)
Microsoft пуска на пазара Visual Studio .NET (VS.NET), с кодовото име Rainier (вътрешната версия 7), през февруари 2002. Това е първата версия на Visual Studio, която изисква базираната на NT – Windows платформа.
Visual Studio .NET 2002 се предлага в четири версии: Academic, Professional, Enterprise Developer и Enterprise Architect. Microsoft въвежда C# (C-sharp), като нов програмен език като основен за .NET. Въвеждат също така и наследника на Visual J++, чието ново име вече е Visual J#. Visual J# използва синтаксиса на език Java.
Visual Basic се променя драстично, за да се впише в новата рамка и новата му версия вече се казва Visual Basic .NET. Microsoft също така добавя разширения към C++, наречени Managed Extensions for C++, така че на .NET могат вече да бъдат създавани програми и на езика C++.
Visual Studio .NET може да създава приложения, които са ориентирани към Windows (с използването на Windows Forms част от .NET Framework), интернет (с използването на ASP.NET и Web Services) и портативни устройства (прилагането на .NET Compact Framework).

### Visual Studio .NET 2003
Visual Studio .NET 2003 (с кодовото име Everett; вътрешна версия 7.1) e пусната през април 2003 г. Включва .NET Framework 1.1. През април 2005 г. Microsoft обявява, че пуска специално издание на работна среда, която получава името Microsoft Visual Studio .NET 2003 Professional Special Edition. Специалното издание представлява обикновена версия на Visual Studio .NET 2003 Professional Edition с добавен комплект сървърно програмно обезпечение и други инструменти (като например, операционната система Windows Server 2003 Standard Edition и SQL Server 2000 Developer Edition). За да стимулира прехода към новата работна среда, корпорацията обявява специална цена за обновленията, която действа при прехода към Visual Studio .NET 2003 Professional Special Edition на голям брой средства за разработка, както на Microsoft, така и на основните му конкуренти.
Service Pack 1 за Visual Studio .NET 2003 е издаден на 13 септември 2006 г.

### Visual Studio 2005
Visual Studio 2005 (с кодовото име Whidbey; вътрешна версия 8.0) е пусната в края на октомври 2005 г. (включва .NET Framework 2.0). Това е последната версия, официално работеща на Windows 2000. В началото на ноември 2005 се появява серия продукти с разширение Express: Visual C++ 2005 Express, Visual Basic 2005 Express, Visual C# 2005 Express и др. На 19 април 2006 г. Express версията става безплатна. Service Pack 1 за VS 2005 и всички други Express версии е пуснат на 14 декември 2006 г. Допълнителната кръпка за SP1, която решава проблема със съвместимостта на Windows Vista е пусната на 6 март 2007 г.

### Visual Studio 2008
Visual Studio 2008 (с кодовото име Orcas; вътрешна версия 9.0) е пусната на 19 ноември 2007 г., едновременно с .NET Framework 3.5. Ориентирана е да създаване на приложения за операционната система Windows Vista (но поддържа и XP), Office 2007 и уеб-приложения. Включва в себе си LINQ, новите версии на езиците C# и Visual Basic, но не е включен Visual J#. За първи път се появява WPF дизайнерът, базиран на Windows Presentation Foundation.

### Visual Studio 2010
Visual Studio 2010 (с кодовото име Hawaii, за Ultimate – Rosario; вътрешната версия 10.0) е пусната на 12 април 2010 г. заедно с .NET Framework 4.0. Visual Studio включва поддръжката на езиците C# 4.0 и Visual Basic .NET 10.0, а също така и на езика F#, който не е присъствал в предните версии.

### Visual Studio 2012
Visual Studio се разпространява в същите редакции, както и 2010. Промените засягат Visual Studio 2012 Express – инсталират се всички езици за програмиране, а не само един (както по-рано при Visual Basic 2010 Express, Visual C# 2010 Express), а през 2012 г. съществуват пет версии на Visual Studio Express: Visual Studio Express 2012 за Web, Visual Studio Express 2012 за Windows 8, Visual Studio Express 2012 за Windows Desktop, Visual Studio Express 2012 за Windows Phone и Visual Studio Team Foundation Server Express 2012. Всичките версии се разпространяват като отделни приложения. Visual Studio Express 2012 за Windows 8 позволява разработването на приложения за Windows Store с Modern-интерфейс, а Visual Studio Express 2012 за Windows Desktop позволява разработката на „класически“ приложения за десктопа. Visual Studio Team Foundation Server Express 2012 се предлага с Visual Studio 2012.
Разработката на приложения с помощта на Visual Studio 2012 е възможна само с Windows 7 SP1 и Windows 8. Съществува корекция, която позволява разработката на приложения и с Windows XP

### Visual Studio 2013
Visual Studio 2013 излезе официално на 17 октомври 2013 заедно с .NET 4.5.1. С тази версия може да се разработват приложения за Windows 8.1

### Visual Studio 2015
Версията излиза на 20 юли 2015. С нея могат да се разработват приложения и за Windows 10.

### Visual Studio 2017
Версията е юбилейна, излиза приблизително 20 години след Visual Studio 97 на 7 март 2017 година. В тази версия се поддържат от .Net Framework 2.0 до 4.6.2. С 2017 излиза и .Net Core 1.0. Базово с този пакет се поддържа разработката на приложения за Android, iOS, tvOS и др.

## Visual Studio Application Lifecycle Management
Visual Studio Application Lifecycle Management е съвкупност от интегриран софтуерен инструментариум, разработен от Microsoft. Включени са IDE, система за сорс контрол, измервателни и отчетни инструменти. Visual Studio Application Lifecycle Management се състои от четири продукта:
- Visual Studio – осигурява интегрирана среда за разработка.
- Visual Studio Test Professional – осигурява IDE за създаване и изпълнение на тестове.
- Team Foundation Server – осигурява сорс контрол и съхранение на данни.
- Visual Studio Lab Management – осигурява възможности за създаване и управление на виртуални среди.